# Diario: una novela
"Diario: una novela" - "Diary (novel)", 2003 - es una novela escrita por el autor Chuck Palahniuk.
Diario: una novela narra la historia de Misty Marie Wilmot, una camarera de una isla de Nueva Inglaterra que se caracteriza por ser un lugar turístico. El marido de la protagonista se encuentra en coma, tras haber intentado suicidarse y ella trata de escribir en un diario todo lo que va sucediendo en su vida para que cuando se despierte pueda leerlo y ponerse al día.
Mientras tanto, diferentes actos violentos y vandalismo suceden en la ciudad, dejando ver que el sueño americano no es tan cierto como parece y que detrás de muchas fachadas existe basura que está por descubrirse, algo para lo que la protagonista de la novela, en principio no está preparada para vivir.
Es una novela donde su autor parece darle más importancia al elemento sobrenatural, aunque su estilo en ocasiones radique en la crudeza de los temas y la gran crítica social hacia el mundo occidental.
- Datos: Q2738660